# Adrienne Clostre
Adrienne Clostre (9 de outubro de 1921 – 5 de agosto de 2006) foi uma compositora francesa. Nascida em Thomery, Seine-et-Marne, estudou no Conservatório de Paris com Yves Nat, Darius Milhaud, Jean Rivier e Olivier Messiaen.
Depois de completar seus estudos, Clostre trabalhou como compositora. Ela ganhou o Grand Prix de Roma em 1949, o Grande Prêmio de Música da Cidade de Paris em 1955, o Prêmio Florence Gould em 1976 e o SACD Prix Musique em 1987. Clostre casou-se com o arquiteto Robert Biset em 1951, tendo duas filhas. Ela morreu em Serrières.

## Obras
Obras selecionadas de Clostre incluem:
- Le chant du cygne
- Lux mundi, crianças orch, 1985
- Modal Magia, 1986
- Sinfonia para Cordas, de 1949
- Concerto